# Cantó d'Anet
El cantó d'Anet és un cantó francès del departament d'Eure i Loir, situat al districte de Dreux. Té 21 municipis i el cap és Anet.

## Municipis
- Abondant
- Anet
- Berchères-sur-Vesgre
- Boncourt
- Broué
- Bû
- Champagne
- La Chaussée-d'Ivry
- Gilles
- Goussainville
- Guainville
- Havelu
- Marchezais
- Le Mesnil-Simon
- Oulins
- Rouvres
- Saint-Lubin-de-la-Haye
- Saint-Ouen-Marchefroy
- Saussay
- Serville
- Sorel-Moussel

## Història
| Data d'elecció                           | Identitat       | Partit                        | Qualitat |
| ---------------------------------------- | --------------- | ----------------------------- | -------- |
| 1945-19..                                | M. Bréant       | radical                       |          |
| 19..-1964                                | M. Breton       | SFIO                          |          |
| 1964-1987                                | Hubert Baraine  | MPR, després UDR, després RPR |          |
| 1987-2008                                | Claude Favrat   | RPR, després UMP              |          |
| 2008-                                    | Olivier Marleix | UMP                           |          |
| les dades anteriors no són pas conegudes |                 |                               |          |
|                                          |                 |                               |          |

## Demografia
| A partir de 1990: Població sense dobles comptes |